# Joanna Ostrowska

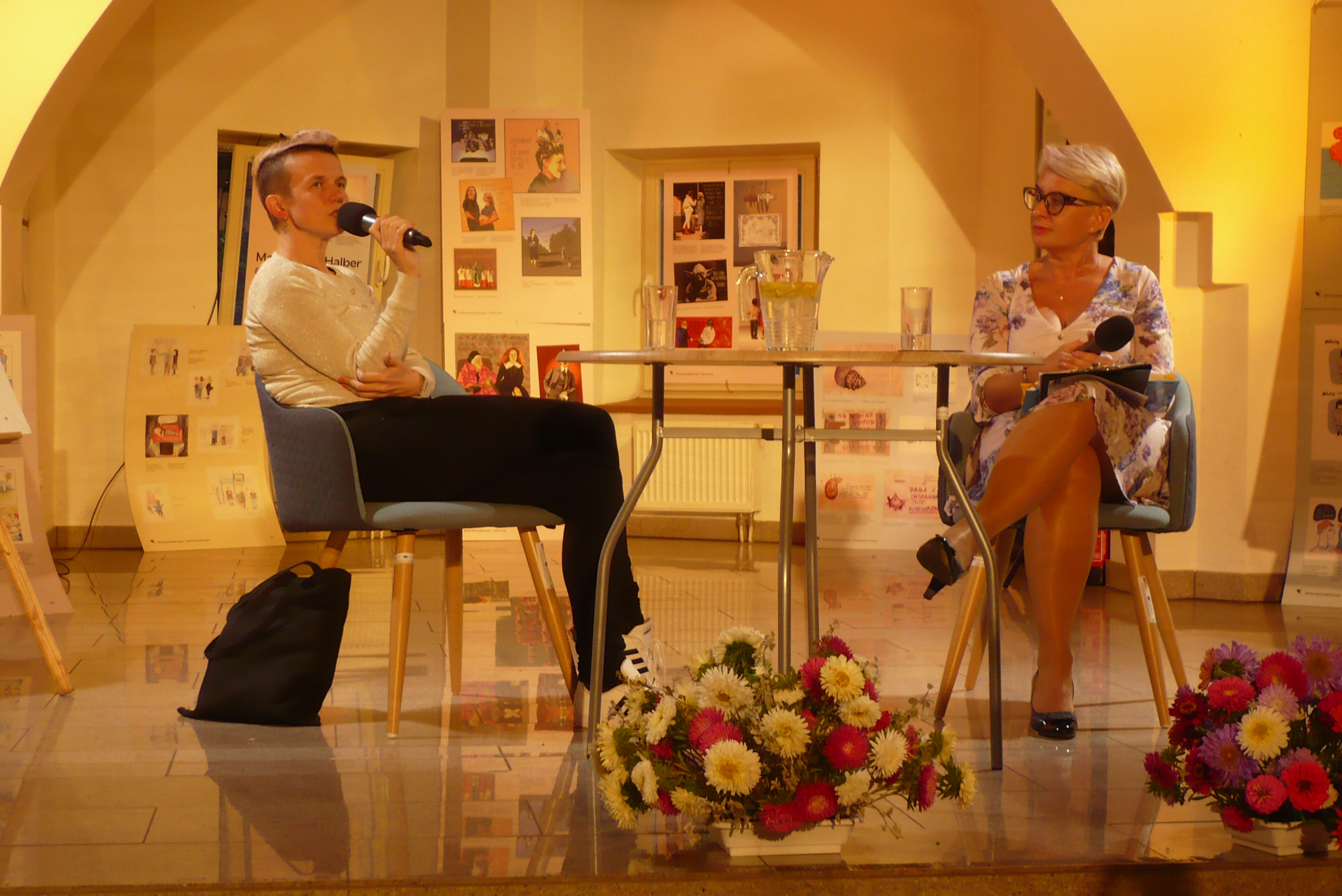
Joanna Ostrowska i Małgorzata Kolankowska, Festiwal Reportażu, 2023

Joanna Zofia Ostrowska (ur. 1983) – polska historyczka, krytyczka filmowa, dramaturżka teatralna.

## Życiorys
Jest absolwentką Instytutu Sztuk Audiowizualnych Uniwersytetu Jagiellońskiego, Katedry Judaistyki UJ i Gender Studies na Uniwersytecie Warszawskim. Studiowała również produkcję filmową i telewizyjną na PWSFTviT w Łodzi. W 2015 doktoryzowała się z nauk humanistycznych w zakresie historii, specjalność judaistyka, na Wydziale Historycznym UJ na podstawie pracy Seksualność w warunkach opresji i poetyka jej reprezentacji, której promotorką była Małgorzata Radkiewicz.
Jest członkinią „Krytyki Politycznej” i Restartu. Publikowała m.in. w czasopismach: „Krytyka Polityczna”, „Ha!art”, „Polityka”, „Film”, „Kino”, „Res Publica Nowa”, „Teksty Drugie”, „Czas Kultury”, „Dwutygodnik”, „Midrasz”. Wykładała w Katedrze Judaistyki UJ, na Gender Studies UJ, UW i IBL PAN, na Żydowskim Uniwersytecie Otwartym i Studiach polsko-żydowskich PAN. Zajmuje się m.in. tematyką związaną ze zjawiskiem przemocy seksualnej (II wojna światowa) i zapomnianymi ofiarami nazizmu. Pracowała również jako dramaturżka teatralna przy przedstawieniach reżyserowanych przez Małgorzatę Wdowik, Martę Ziółek, Wojciecha Grudzińskiego i Hanę Umedę
Jej książka Przemilczane. Seksualna praca przymusowa w czasie II wojny światowej była nominowana w konkursie o Nagrodę im. Teresy Torańskiej i została wybrana Genderową Książką Roku 2018. W 2020 roku Przemilczane uhonorowano Mauthausen-Memorial-Forschungspreis razem z pracami autorstwa Josefa Villi i Danieli Henke.
W 2021 roku Joanna Ostrowska została uhonorowana nagrodą Orfeo Iris 2021 ILGCN (International Rainbow Culture Network) za badania i publikacje dotyczące historii osób nieheteronormatywnych w czasie II wojny światowej.
W 2022 nominowana do Nagrody Literackiej „Nike” za reportaż historyczny Oni. Homoseksualiści w czasie II wojny światowej (znalazła się w finale Nagrody), do Nagrody im. Prof. Tomasza Strzembosza, do Nagrody im. Jerzego Giedroycia oraz do Genderowej Książki Roku 2021. Laureatka Nagrody Nike Czytelników 2022.

## Publikacje

### Autorka
- 2018: Przemilczane. Seksualna praca przymusowa w czasie II wojny światowej – książka poświęcona seksualnej przemocy i seksualnej pracy przymusowej w trakcie II wojny światowej[14]. Autorka, bazując na materiałach archiwalnych, ukazała mechanizmy tworzenia i funkcjonowania domów publicznych dla żołnierzy Wehrmachtu, pracowników przymusowych oraz więźniów obozów koncentracyjnych[15].
- 2019: „Mój Führerze!” Ofiary przymusowej sterylizacji na Dolnym Śląsku w latach 1934–44 (współautorka: Kamila Uzarczyk), Wydawnictwo Ośrodek Karta, wersja polska, angielska, niemiecka dostępna on-line.
- 2021: Oni. Homoseksualiści w czasie II wojny światowej, Wydawnictwo Krytyki Politycznej, Warszawa 2021[16].
- 2023: Jene. Homosexuelle während des Zweiten Weltkriegs, Metropol Verlag, Berlin 2023[17].

### Współautorka
- 2008: Auschwitz i Holocaust. Dylematy i wyzwania polskiej edukacji
- 2010: Kino Polskie 1989-2009. Historia krytyczna
- 2011: Frauen gegen Holokaust. Die Geschichte viel später erzählt (Kobiety wobec Holocaustu. Historia znacznie później opowiedziana)
- 2013: Holland. Przewodnik Krytyki Politycznej
- 2013: Wajda. Przewodnik Krytyki Politycznej
- 2014: Zanussi. Przewodnik Krytyki Politycznej
- 2016: Mężczyźni z różowym trójkątem, Heinz Heger (autorka posłowia i redaktorka merytoryczna)
- 2017: Cholernie mocna miłość. Prawdziwa historia Stefena K. i Williego G., Lutz van Dijk(inne języki) (autorka posłowia i redaktorka merytoryczna) - historia Stefana Kosińskiego.
- 2020: Erinnern in Auschwitz: Auch an sexuelle Minderheiten (redakcja tomu zbiorowego: Lutz van Dijk(inne języki), Joanna Ostrowska, Joanna Talewicz-Kwiatkowska), Querverlag Berlin
- 2021: Auschwitz: Pamięć o nieheteronormatywnych ofiarach obozu (redakcja tomu zbiorowego: Lutz van Dijk, Joanna Ostrowska, Joanna Talewicz-Kwiatkowska), Neriton Warszawa
- 2023: Paweł Soszyński, Teo. Dramaty, red. W. Mrozek, J. Ostrowska, Wyd. Krytyki Politycznej Warszawa[18].